# Xanthanomis
Xanthanomis är ett släkte av fjärilar. Xanthanomis ingår i familjen nattflyn.
Kladogram enligt Catalogue of Life:
| Xanthanomis | \| \| Xanthanomis aurantiaca \| \| \| \| \| \| Xanthanomis duplicata \| \| \| \| \| \| Xanthanomis eurogramma \| \| \| \| \| \| Xanthanomis fuscifrons \| \| \| \| \| \| Xanthanomis lilacea \| \| \| \| \| \| Xanthanomis steremochla \| \| \| \| |
|             | \| \| Xanthanomis aurantiaca \| \| \| \| \| \| Xanthanomis duplicata \| \| \| \| \| \| Xanthanomis eurogramma \| \| \| \| \| \| Xanthanomis fuscifrons \| \| \| \| \| \| Xanthanomis lilacea \| \| \| \| \| \| Xanthanomis steremochla \| \| \| \| |
|             | Xanthanomis aurantiaca |
|             | |
|             | Xanthanomis duplicata |
|             | |
|             | Xanthanomis eurogramma |
|             | |
|             | Xanthanomis fuscifrons |
|             | |
|             | Xanthanomis lilacea |
|             | |
|             | Xanthanomis steremochla |
|             | |

## Bildgalleri

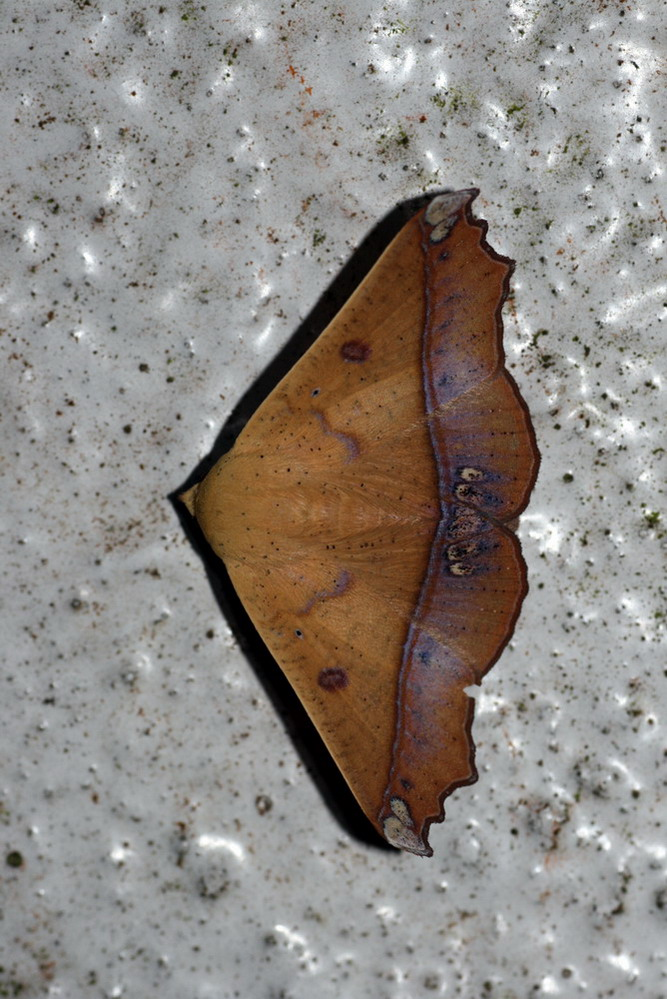